# 大野順一
大野 順一（おおの じゅんいち、1930年9月3日 - 2015年4月27日）は、国文学者。
東京生まれ。明治大学文学部国文科卒、同大学院修士課程中退。明治大学文学部助教授、同教授、2001年定年退任。筆名・大野純。日本文芸思想史専攻。中世文学が専門だが、日本近代文学も論じた。

## 著書
- 『平家物語における死と運命』創文社 1966
- 『萩原朔太郎』大野純 講談社現代新書 1976
- 『死生観の誕生』福武書店 1983
- 『幻化逍遥 詩集』花神社 1986
- 『詩と死と実存 日本文芸思想史研究』角川書店 明治大学人文科学研究所叢書 1998
- 『色好みの系譜 日本文芸思想史』創文社 2002
- 『わが内なる唐木順三』南雲堂フェニックス 2006
- 『芭蕉と生きる十二の章』論創社 2009
- 『歴史のなかの平家物語』論創社 2012
- 『俳諧つれづれの記 芭蕉・蕪村・一茶』論創社 2014

共編
- 『戦後詩大系』全4巻 嶋岡晨,小川和佑共編 三一書房 1970-71

記念論文集
- 『日本文芸思潮史論叢』大野順一先生古稀記念論文集刊行会 2001

## 論文
- >大野順一